# کوپیتس (استان اشوی‌داشکسیه)
کوپیتس (به لهستانی: Kopiec) یک منطقهٔ مسکونی در لهستان است که در گمینا ایوانگسکا واقع شده‌است. کوپیتس ۸۰ نفر جمعیت دارد.